# San Juan, Candelaria
San Juan är en ort i Mexiko.   Den ligger i kommunen Candelaria och delstaten Campeche, i den östra delen av landet, 900 km öster om huvudstaden Mexico City. San Juan ligger 148 meter över havet och antalet invånare är 298.
Terrängen runt San Juan är huvudsakligen platt. San Juan ligger uppe på en höjd. Runt San Juan är det glesbefolkat, med 11 invånare per kvadratkilometer. Närmaste större samhälle är Nuevo Campeche, 6,9 km nordväst om San Juan. I omgivningarna runt San Juan växer i huvudsak städsegrön lövskog.